# 1450

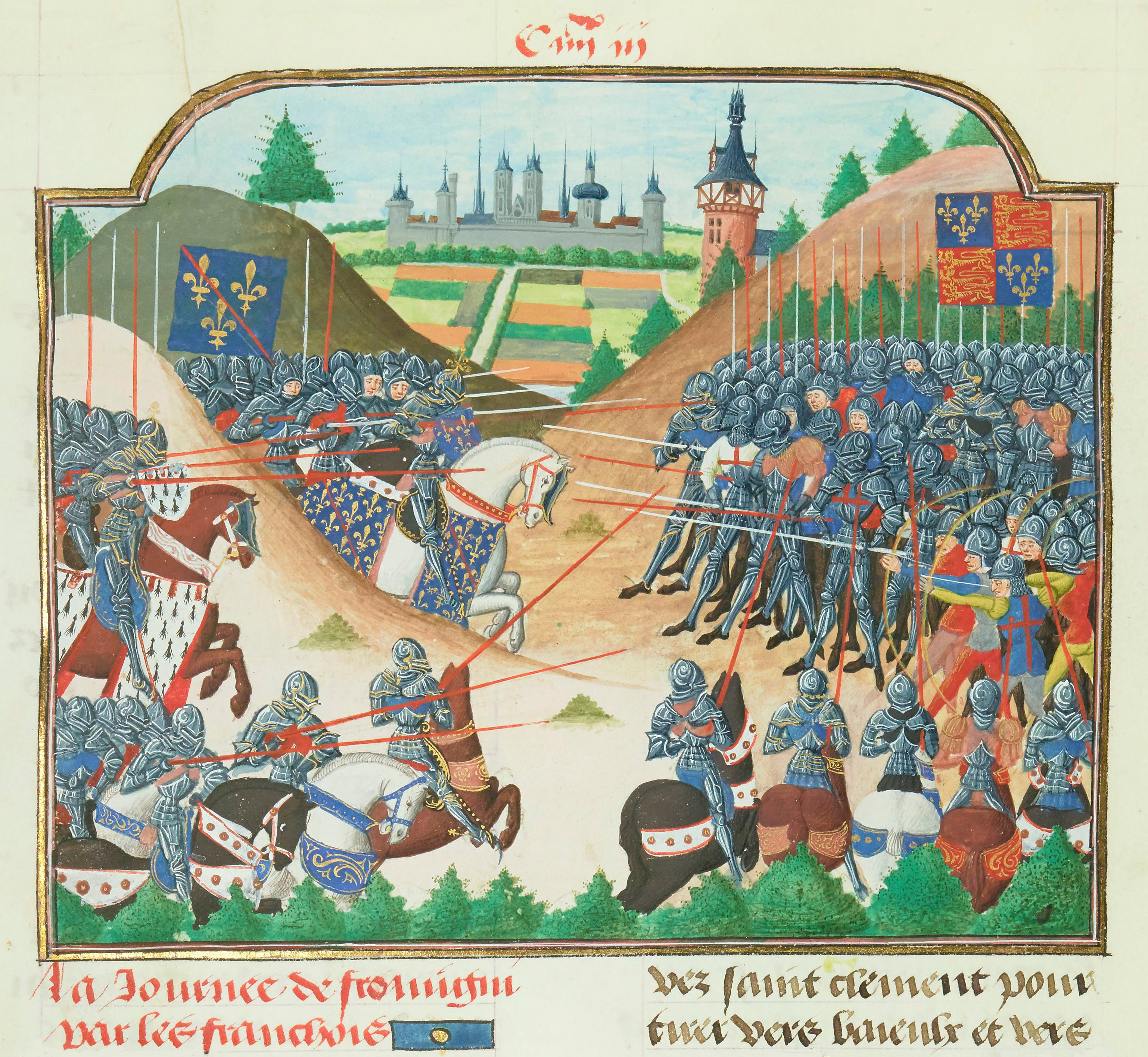
Slag bij Formigny

Het jaar 1450 is het 50e jaar in de 15e eeuw volgens de christelijke jaartelling.

## Gebeurtenissen
- 15 april - Slag bij Formigny. De Fransen boeken een grote overwinning op een binnengevallen Engels leger. De Engelse overheersing in Normandië komt tot een eind.
- 14 mei-23 november - Beleg van Krujë: De Turken belegeren vergeefs de Albanese vesting Krujë en lijden grote verliezen.
- 22 juni - Een overeenkomst beëindigt de gevechtshandelingen in de Eerste Markgravenoorlog.
- 12 augustus - Met de overgave van Cherbourg is heel Normandië in Franse handen.
- 19 september - De balustrade van de Engelenbrug begeeft het door de grote hoeveelheid pelgrims. Honderden mensen belanden in de Tiber en 178 van hen verdrinken.
- Francesco Sforza grijpt de macht in Milaan. Einde van de kortlevende Ambrosiaanse Republiek.
- Walraven van Meurs geeft zijn aanspraken op het bisdom Utrecht officieel op.
- De Universiteit van Barcelona wordt opgericht.
- oudst bekende vermelding: Aegum

## Kunst en literatuur
- Johannes Pullois: Missa sine nomine (jaartal bij benadering)

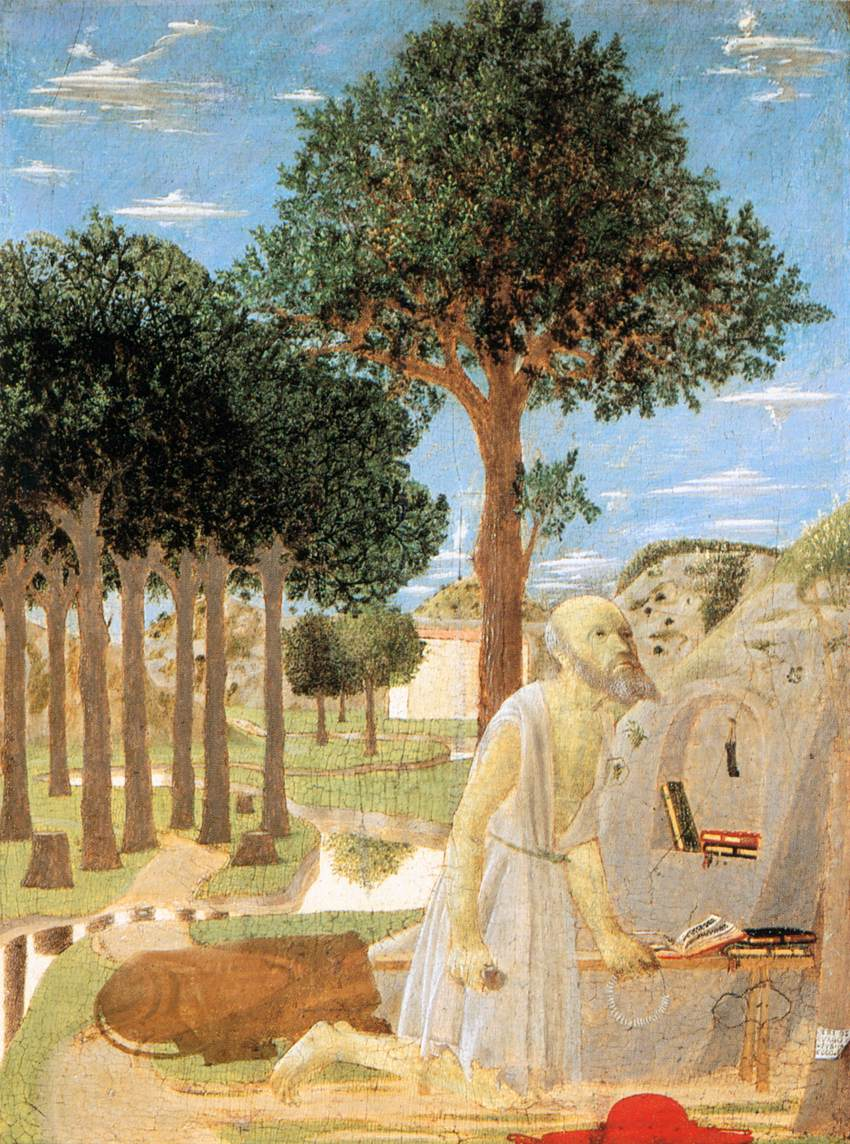
Piero della Francesca: boetedoening van de heilige Hiëronymus
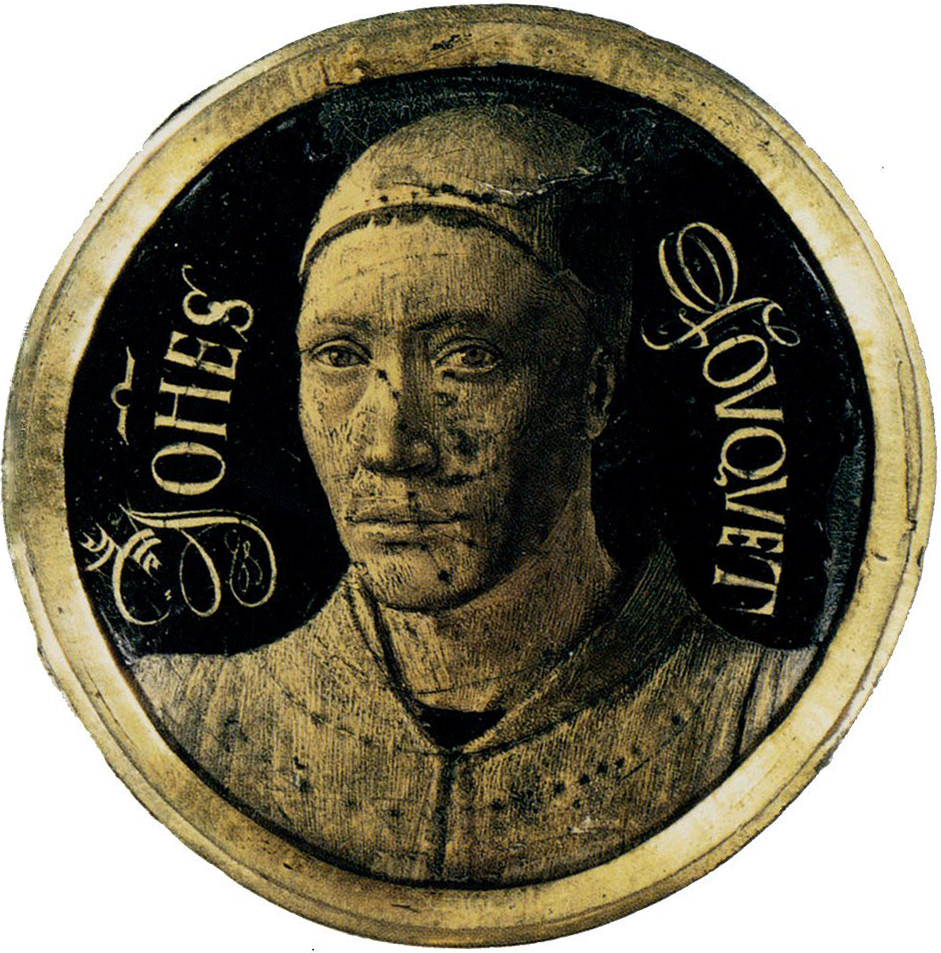
Jean Fouquet: Zelfportret
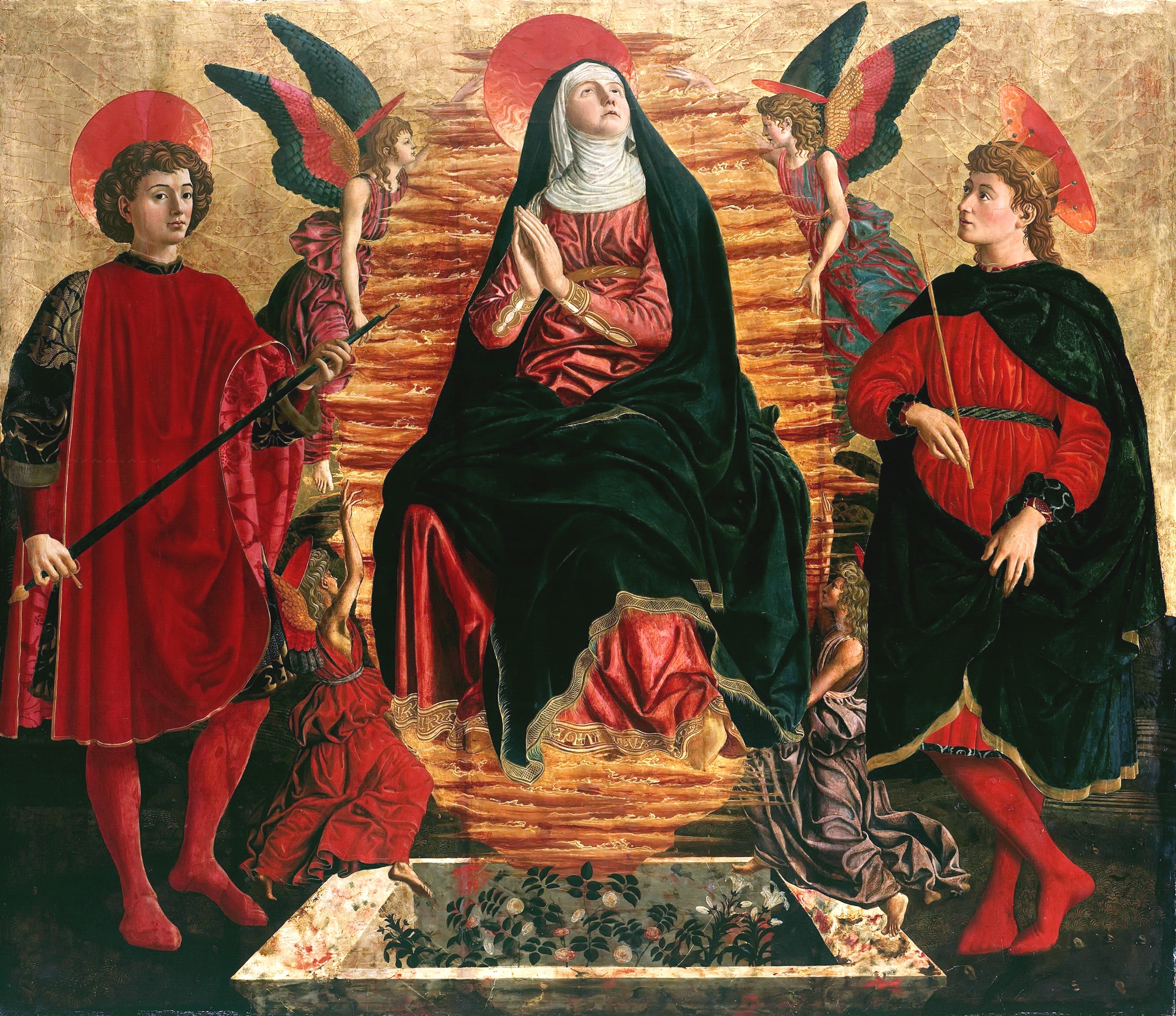
Andrea del Castagno: Maria getroond met de heiligen Minias en Julianus
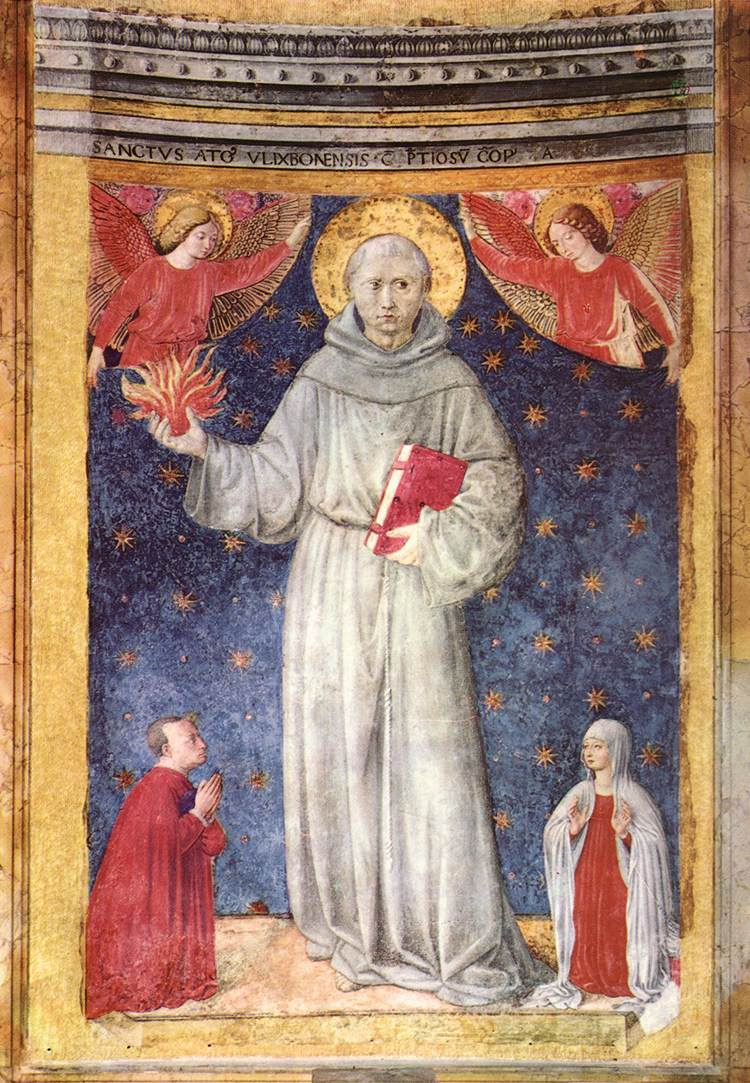
Benozzo Gozzoli: Sint Antonius van Padua
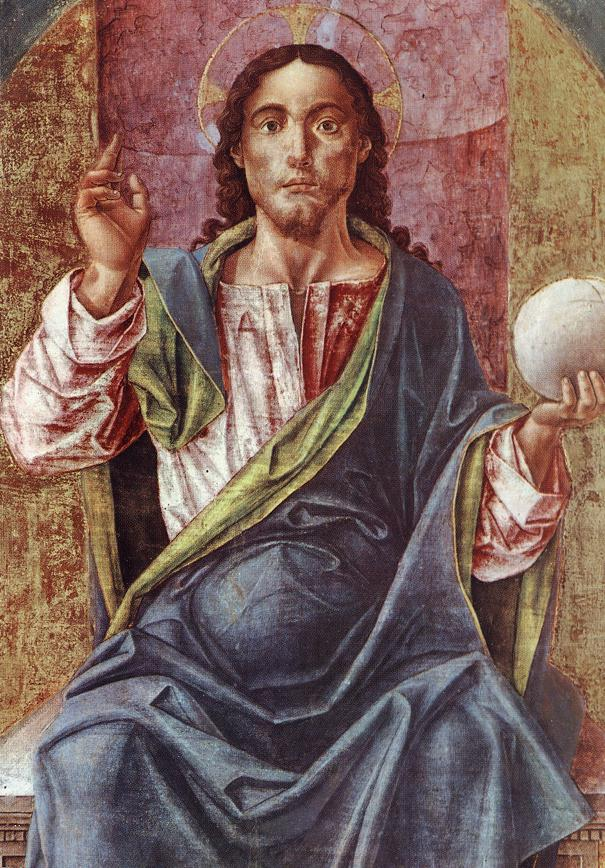
Bartolomeo Vivarini: Christus getroond

## Opvolging
- Armagnac - Jan IV opgevolgd door zijn zoon Jan V
- Beieren-Landshut - Hendrik XVI opgevolgd door zijn zoon Lodewijk IX
- Bretagne - Frans I opgevolgd door zijn broer Peter II
- patriarch van Constantinopel - Gregorius III Mammas opgevolgd door Athanasius II
- Duitse Orde - Lodewijk van Erlichshausen als opvolger van Koenraad VI van Erlichshausen
- Ferrara - Lionello d'Este opgevolgd door zijn halfbroer Borso d'Este
- Joseon (Korea) - Sejong opgevolgd door zijn zoon Munjong
- Noorwegen - Karel VIII van Zweden opgevolgd door Christiaan I van Denemarken
- Tecklenburg - Otto VII opgevolgd door zijn zoon Nicolaas III
- Württemberg-Urach - Lodewijk I opgevolgd door zijn zoon Lodewijk II onder voogdijschap van diens oom Ulrich V

## Afbeeldingen

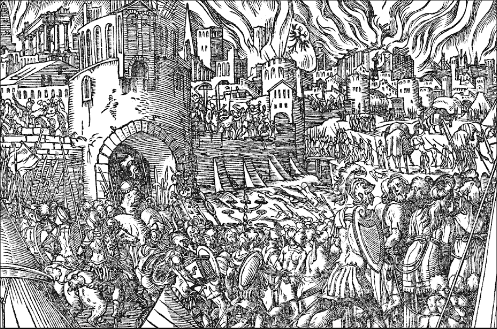
Beleg van Krujë
Engelenbrug, Rome
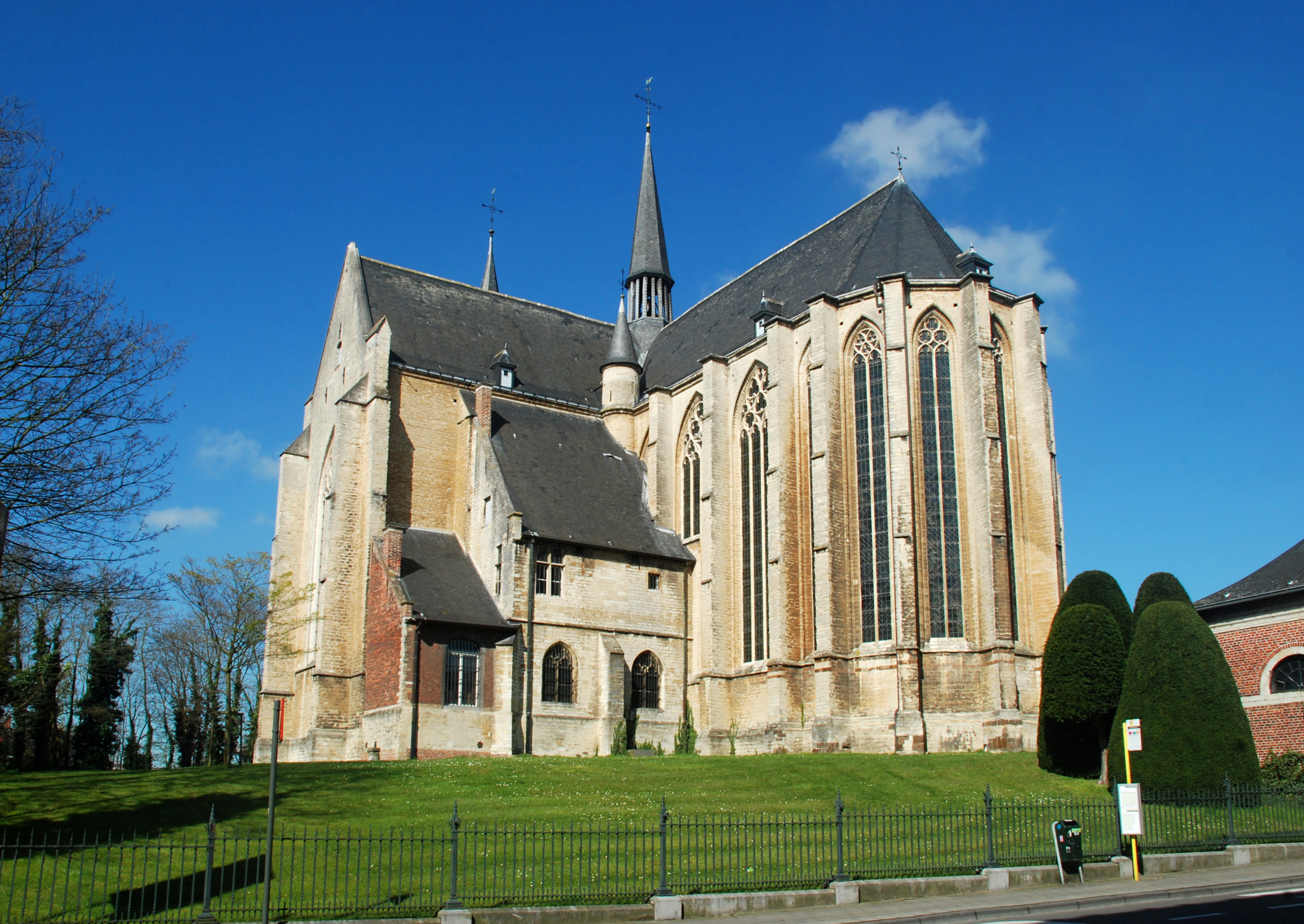
Sint-Kwintenskerk, Leuven (voltooid 1450)
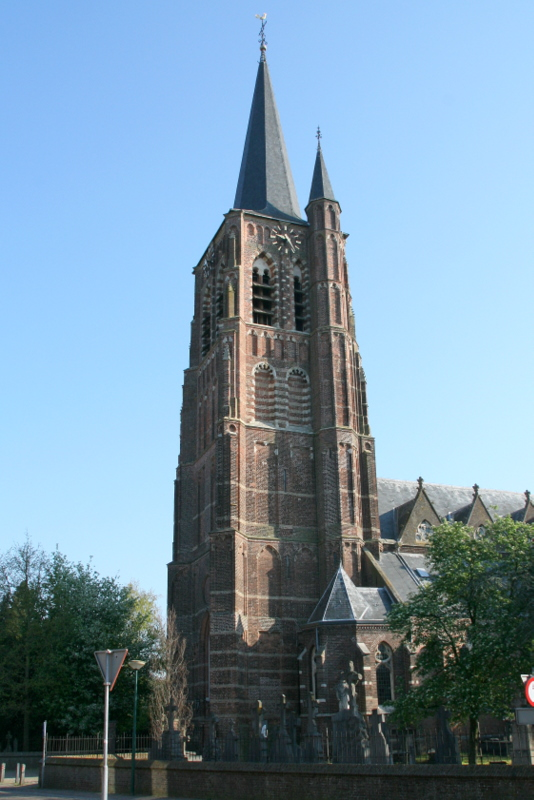
Sint-Jans Onthoofdingkerk, Loon op Zand (toren uit 1450)

## Geboren
- 15 mei - Cimburga van Baden, Duits edelvrouw
- 22 juni - Leonora van Napels, Napolitaans prinses
- 15 juli - Maarten II Adornes, Vlaams monnik
- 12 november - Jacob van Savoye, Savoyaars edelman
- Waldemar VI van Anhalt, Duits edelman
- Ursula van Brandenburg, Duits edelvrouw
- Giovanni III Crispo, hertog van Naxos
- Thomas Fitzalan, Engels edelman
- Herman IV van Hessen, prins-aartsbisschop van Keulen en Paderborn
- Antonio Maffei da Volterra, Italiaans priester en samenzweerder
- Filips van Nassau-Idstein, Duits edelman
- Johan IV van Schaumburg, Duits edelman
- Günther XXXVIII van Schwarzburg, Duits edelman
- Tashi Namgyal, Tibetaans geestelijk leider
- Petrus Thaborita, Fries geschiedschrijver
- Francisco de Almeida, Portugees onderkoning van India (jaartal bij benadering)
- Jeroen Bosch, Zuid-Nederlands schilder (jaartal bij benadering)
- Filips van Bourgondië-Beveren, Bourgondisch edelman (jaartal bij benadering)
- Pêro da Covilhã, Portugees diplomaat en ontdekkingsreiziger (jaartal bij benadering)
- Bartolomeu Dias, Portugees ontdekkingsreiziger (jaartal bij benadering)
- Richard Empson, Engels staatsman (jaartal bij benadering)
- Jan van Foix, Frans edelman (jaartal bij benadering)
- Erasmus Grasser, Duits beeldhouwer (jaartal bij benadering)
- Heinrich Isaac, Vlaams componist (jaartal bij benadering)
- Hans Judenkönig, Duits luitspeler (jaartal bij benadering)
- Lodewijk van Opole, Silezisch edelman (jaartal bij benadering)
- William Warham, aartsbisschop van Canterbury (jaartal bij benadering)
- Casimir II van Zator, Silezisch edelman (jaartal bij benadering)
- omstreeks 1450 - Jan Smeken, Brusselse stadsrederijker

## Overleden
- 17 januari - Ritske Jelmera Cammingha (~66), Fries hoofdeling
- 9 februari - Agnès Sorel (~27), maîtresse van Karel VII
- februari - Günther XXXII van Schwarzburg, Duits edelman
- 23 maart - Helena Dragaš (~77), echtgenote van Manuel II Palaiologos
- 8 april - Sejong (52), koning van Korea (1418-1450)
- 2 mei - William de la Pole (53), Engels edelman en legeraanvoerder
- 16 juni - Hubert Zoudenbalch, Utrechts politicus
- 9 juli - Giovanni d'Alamagna, Italiaans schilder
- 17 juli - Frans I (36), hertog van Bretagne (1442-1450)
- 30 juli - Hendrik XVI van Beieren (~64), Duits edelman
- 7 september - Catharina van Bjurum, echtgenote van Karel VIII van Zweden
- 23 september - Lodewijk I van Württemberg-Urach (37), graaf van Württemberg
- 23 oktober - Johannes van Capestrano (70), Duits monnik en prediker
- 5 november - Jan IV van Armagnac (54), Frans edelman
- Lionello d'Este (~43), markgraaf van Ferrara
- Sigismund II van Anhalt, Duits edelman
- Hendrik van Meurs, Duits bisschop
- Shalu Lochen Legpa Gyaltsen (~75), Tibetaans geestelijk leider
- Otto VII van Tecklenburg, Duits edelman
- Stefano di Giovanni (~58), Italiaans schilder (jaartal bij benadering)